# Chiquititas (telenovela portuguesa)
Chiquititas é uma telenovela portuguesa juvenil produzida pela Teresa Guilherme S.A. que foi exibida pela SIC de 20 de julho de 2007 a 5 de setembro de 2008, substituindo Floribella e sendo substituída por Rebelde Way. É a "8.ª novela" do canal.
Escrita e adaptada por João Matos a partir da oitava temporada da série argentina com o mesmo nome criada por Cris Morena, conta com a colaboração de Ana Morgado, Mafalda Ferreira e Raquel Shefer como guionistas e a supervisão de guião de Teresa Guilherme e Attílio Riccó, a direção de Sandra Antunes e Vítor Jesus, a direção de fotografia de Augusto Black e a realização de Cristina Araujo e António B. Correia.
Conta com as atuações de Marta Fernandes e Nuno Pardal nos papéis principais.

## Sinopse
Tudo começa no Lar do Monte, um orfanato para crianças que perderam os pais. Os donos do orfanato são a terrível Júlia de Mont e o seu marido, Pierre de Mont. Apesar de não terem nenhum amor às crianças que lá vivem, nem saberem os seus nomes, Júlia e Pierre, só mantêm o lar, devido ao subsídio estatal que devia ser gasto em obras de restauração, roupas e cuidados de saúde para as crianças, mas em vez disso, é desperdiçado em cabeleireiros, perfumes e viagens para Júlia e Pierre. Este casal de vilões tem dois filhos, que herdaram o dom da maldade: Marcel de Mont, mais inteligente que o pai e sempre pronto a fazer negócio, e Alice de Mont, uma verdadeira expert no que toca a manipular pessoas.
O lar vive dias terríveis, e as crianças que lá passam os dias não estão melhores. A verdade é que Laidinha foi contratada para cuidar do lar, e veio da província para a cidade. Laidinha é uma bruta-montes, que foi habituada a tratar de animais e não de crianças. Sempre armada da sua chibata, ela impõe o respeito, mas as crianças arranjam sempre maneira de se safar de seus castigos terríveis.
A única menina que não está no lar porque perdeu os pais é Augusta Pessanha, que todos chamam de Guta. Os seus pais são ricos, e estão numa expedição pelas montanhas do Peru. A menina decidiu ficar num orfanato e lá fez muitos amigos, em especial Kiki, uma menina doce e romântica, que adora contar histórias e sonha com o seu príncipe encantado. Temos o melhor amigo de Zeca, Chico, que gosta de Kiki, mas acaba a apaixonar-se por Vanda, além de surgir Françoise, e é o mais querido pelas meninas no lar.
Existem também os irmãos Paula e Zeca. Ela tem sempre uma resposta pronta, é ativa e dinâmica, tem uma inimiga chamada Vanda que é a mais velha das meninas e daqui a pouco terá que sair do orfanato, por isso chega a ser meio malvadinha. O Zeca é corajoso, apesar de ser um pouco introvertido, e de estar sempre na defensiva. Zeca, assim que chega, deixa os coraçõezinhos das meninas apertados. Menos o de Guta, que percebe que Kiki está apaixonada por ele, e passa a discutir frequentemente com Zeca para que preste atenção à amiga. Mas essas brigas viram amor, e Guta e Zeca começam a namorar às escondidas, para não magoar os sentimentos de Kiki, e do medroso Susto, que sempre gostou de Guta. Os amigos Joca e Bocas adoram jogar bola e fazer travessuras com Laidinha.
Do outro lado da cidade, estão os escritórios da, até agora, bem sucedida, Empresa Santana. À frente da direção desta firma que se encarrega da exportação de maçãs portuguesas, está o presidente Vítor Santana, e a sua filha de vinte e sete anos, Madalena Santana. Vítor é um homem frio e racional que educou a filha nos melhores colégios para que ela fosse uma empresária de sucesso. O seu sonho concretizou-se, mas teve de contornar um obstáculo. Aos dezenove anos, fruto de um namoro de um ano e pouco, Madalena engravidou. Como ainda era muito nova, o pai ordenou que vivesse a gravidez numa quinta para o interior, onde uma empregada, Rosália, estava incumbida de cuidar da menina. Quando Madalena deu à luz, o filho foi-lhe retirado dos braços, sendo entregue a um orfanato. Hoje, Madalena é uma sombra do que era antes. O pai não admite que cometeu o erro, e Madalena desespera pela busca do seu filho - ou filha. Nunca chegou a saber o sexo, mas sabe que tem sete anos.
É por isso, que pede à sua grande amiga Catarina, que a ajude nesta busca de uma mãe desesperada. Juntas, as duas descobrem o lar «Casa do Monte», e Madalena sente uma conexão com três crianças de lá, os mais pequenos: a travessa Lua, o pequeno génio Minorca e a doce e meiga Anita. Ciente de que é naquele orfanato que está o filho, esta disfarça-se assumindo a personalidade de uma simpática governanta, um pouco distraída e rebelde que vai revolucionar o orfanato. Assim, Madalena passa a interpretar o papel de Lili. Chegou a música, o amor, a alegria, os sorrisos e as gargalhadas à este orfanato. Agora, tudo vai ser diferente. Em meio às buscas pelo seu filho, ou filha, Lili apaixona-se por Lucas, o cozinheiro do lar, bonito, simpático e conquistador. Um dançarino de tango profissional, que tem várias namoradas até conhecer Lili. Ele sempre ajudou as crianças a livrarem-se dos castigos de Laidinha, e por isso sempre foi muito querido. Já o banqueiro Mateus van Bauer chega a Portugal para resolver problemas financeiros do Grupo Santana, mas acaba por se apaixonar pela diretora da empresa: Madalena.
E com o lema de Lili, acompanhamos essa mágica aventura: "Para qualquer situação há sempre uma solução!"

## Elenco

### Elenco principal
- Marta Fernandes como Madalena Santana/Lili
- Nuno Pardal como Lucas/Leonardo

### Elenco recorrente
- Beatriz Monteiro como Luana «Lua» Queiroz
- Carla Lopes como Cristina «Kiki» Correia
- Catarina Rebelo como Ana «Anita» Santos
- Cátia Tavares como Augusta «Guta» Pessanha
- César Brito como José Carlos «Zeca»
- Francisco Fernandez como Daniel Lopes «Susto»
- Joana Oliveira como Vanda Simões
- João Rosa como Fernando Silva «Bocas»
- Marta Peneda como Alice de Mont
- Nélson Reis como Francisco «Chico» Ramos
- Rita Lopes como Paula Neves
- Ruben Leonardo como João Carlos «Joca» Simões
- Tiago Delfino como Manuel Serra «Minorca»
- Tiago Mesquita como Marcel de Mont
- Patrícia Tavares como Júlia de Mont
- Luís Gaspar como Pierre de Mont
- Sofia de Portugal como Laidinha
- Liliana Santos como Carla Aguiar
- Carlos Vieira como Mateus van Bauer
- Lourenço Henriques como Galvão
- Gustavo Santos como Rui Pires
- Sílvia Silva como Catarina
- Sandra Barata Belo como Bárbara Santana
- Luís Mascarenhas como Vítor Santana

### Participações especiais
- Laura Soveral como Angústias
- Maria José como Edviges
- Natalina José como Josefa

### Elenco adicional
- Alexandre de Sousa - Evaristo Calisto
- Amélia Videira - Irmã Suplício
- Anita Guerreiro - Branca Montez
- Carlos Rodrigues (actor) - Padre Jacinto
- Eugénia Bettencourt - Sisi
- Fernando Ferrão - António
- Sofia Espírito Santo - Nela
- Cucha Carvalheiro - Teresa Gomes
- Paulo Matos - Adriano
- Rita Alagão - Leonor
- Marina Santiago - Maria
- Márcia Breia - Gertrudes
- Elsa Galvão - Eugénia Pessanha
- Vera Mónica - Beatriz Lemos
- Rui Paulo - Miguel
- Leonor Alcácer - Rosália Abreu
- João Maria Pinto - António Montez
- João Vaz - Alberto
- Sílvia Rizzo - Silvana
- Adérito Lopes - César
- Heitor Lourenço - Heitor
- Gonçalo Lello - Agente Lima
- Carla Vasconcelos - Fisioterapeuta Fernandes
- Catarina Guerreiro - Empregada
- Teresa Branco - Vendedora
- Marina Albuquerque - Marta
- Mouzinho Larguinho - Tóni
- Miguel Costa - Paulo
- Filomena Cautela - Antonieta de Mont
- Manuel Marques - José Luís
- Tiago Matias - Padre Venceslau
- João de Carvalho - Rui
- Paula Guedes - Úrsula
- Carlos Sebastião - Cosme
- Paula Luís - Benedita Abreu
- Jorge Nery - Júlio Tavares
- Jorge Sequerra - Ramos
- Luís Zagallo - Tó Zé
- Paulo Silva - Diogo
- Rogério Jacques - Sr. Moura
- Sara Aleixo - Lena
- Cláudia Oliveira - Rita
- Luísa Ortigoso - Adriana
- Sofia Froes - Alda
- Carla Lupi - Sandra
- Nuno Machado - Roberto
- Eduardo Viana - Dr. Marques
- Octávio de Matos - André
- Rute Miranda - Marina Vilar
- Leonor Vasconcelos - Rosarinho Castro
- Inês Costa - Françoise
- David Henriques - Gastão
- Catarina Gonçalves - Matilde
- Catarina Cardoso - Camila
- Fernando Pires - Vasco
- Rodolfo Venâncio - Filipe
- Pedro Martins - Ricardo
- Francisco Areosa - Gonçalo
- João Bernardes - Hugo
- João Arrais - Tiago
- Miguel Martins - Amigo de Filipe
- Guilherme Peralta - Rogério
- Daniel Rodrigues - rapaz gladiador
- Tiago Teotónio Pereira - Dinis
- Inês Cabral - Lígia
- Bernardo Gavina - Leonel
- Beatriz Leonardo - feirante
- Débora Paquete

## Música
| Ano  | Detalhes                                                                   | Lançamento           |
| ---- | -------------------------------------------------------------------------- | -------------------- |
| 2007 | 24 Horas - Formato: CD, download digital, streaming - Gravadora: Som Livre | 27 de agosto de 2007 |
| 2008 | Viva a Vida - Formato: CD, download digital - Gravadora: Som Livre         | 26 de maio de 2008   |

## Produção e exibição

### Modificações na trama
Desde o primeiro capítulo a adaptação portuguesa de "Chiquititas" seguiu fielmente o texto argentino, mas na reta final da história ela sofreu algumas alterações. Em Chiquititas Sin Fin, os personagens Vítor, Lúcia (em português Catarina) e Betina (em português Benedita) morrem, enquanto na adaptação portuguesa apenas Vítor e Benedita morrem num acidente na Suíça, tendo Catarina sobrevivido e ficado meses internada numa clínica a recuperar. Após sair do hospital, recupera, casa-se com Diogo e juntos adotam Lua. Na versão argentina, Anita é a filha de Lili, que adota Luna (em português Lua). Já Nano (em português Minorca) é adotado por Diego (em português Diogo), que termina sozinho. Na adaptação portuguesa Minorca é que é o filho de Lili, Anita reencontra a sua tia, e Lua é adotada por Diogo e Catarina. O final do vilão Pierre no original é triste: separa-se da sua mulher Júlia, é obrigado a vender o lar aos pais de Guta para pagar as suas dívidas, e não ir preso, e é expulso pelas crianças. Logo depois, o seu advogado rompe a amizade, e Pierre termina solitário e infeliz. Na trama portuguesa, Júlia e Pierre reconciliam-se após a separação, e após ficarem sem dinheiro e serem expulsos do lar pelas crianças, formam, ao menos, uma família unida ao lado dos filhos. Na Argentina, as gravações desta temporada de "Chiquititas" terminam na época de Natal, com uma festa que até teve direito a neve. No entanto, como o episódio final de "Chiquititas" em Portugal foi exibido em Setembro, o último episódio terminou com uma comovente e mágica noite da "Festa do Amor".

### Reexibição
A telenovela foi reexibida na SIC entre 2011 e 2012, aos domingos de madrugada (5h da manhã).

### Transmissão na OPTO
| Partes | Partes | Episódios | Episódios | Originalmente exibido  |
| ------ | ------ | --------- | --------- | ---------------------- |
|        | 1      | 55        | 55        | 19 de agosto de 2024   |
|        | 2      | 55        | 55        | 16 de setembro de 2024 |
|        | 3      | 53        | 53        | 14 de outubro de 2024  |
|        | 4      | 54        | 54        | 11 de novembro de 2024 |

A 3 de agosto de 2024 foi anunciado que a novela ficaria disponível na plataforma de streaming OPTO. A novela, com 217 episódios de produção, foi dividida em 4 partes. Foi lançada oficialmente a 19 de agosto de 2024 com 55 episódios, tratando-se da primeira parte. A 16 de setembro de 2024 foi lançada a segunda parte, com 55 episódios. A 14 de outubro de 2024, foi lançada a terceira parte, com 53 episódios. A 11 de novembro de 2024 foi lançada a quarta e última parte, com 54 episódios.

## Audiência
No primeiro episódio esta novela alcançou 7.4% de audiência média e 19.2% de share, para no segundo episódio registar a melhor marca do primeiro mês com 8.1% de audiência média e 21% de share.